# Desabamento do teto do Real Plaza Trujillo

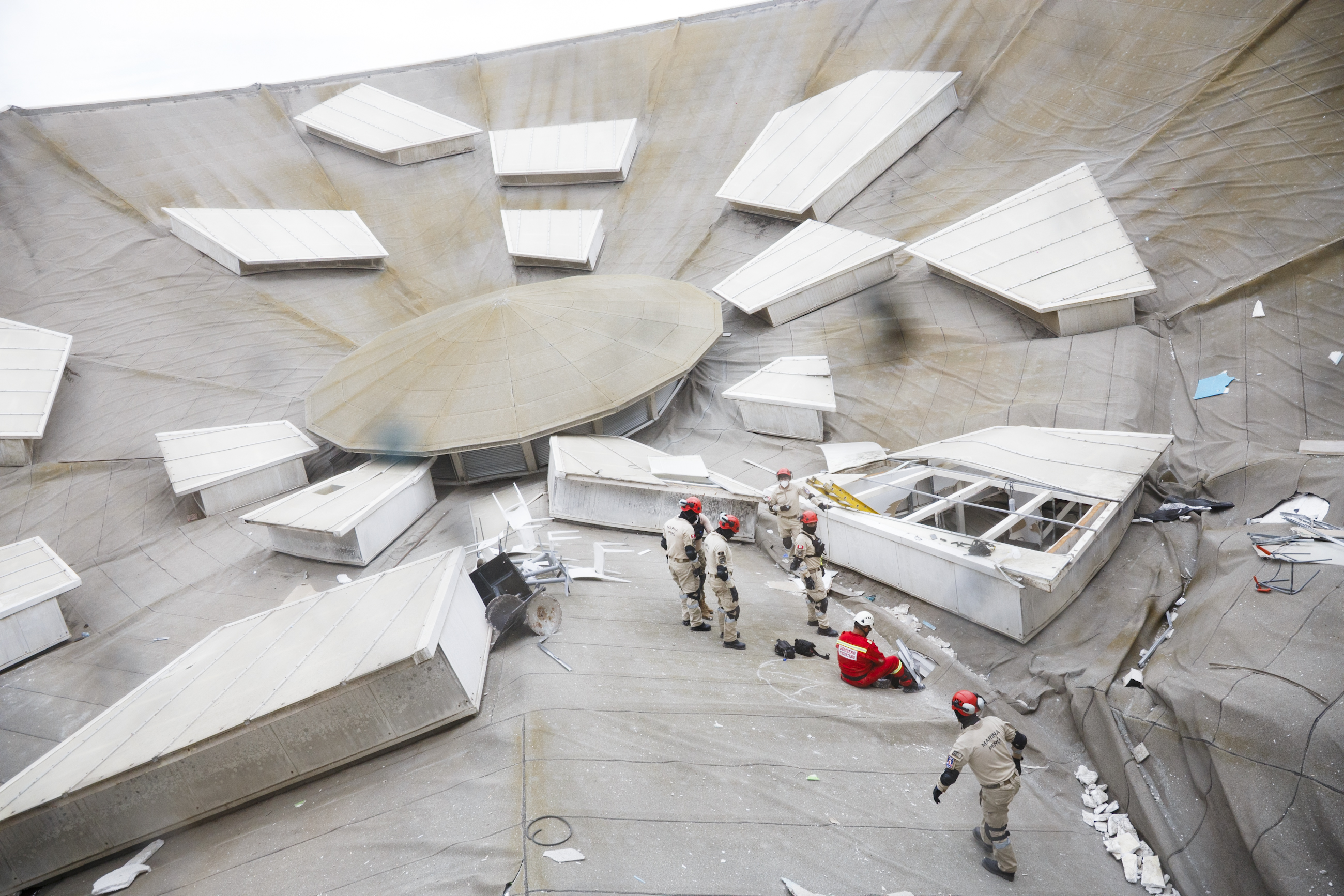
Equipes de resgates procurando por vítimas após o colapso

O desabamento do teto do Real Plaza Trujillo ocorreu em 21 de fevereiro de 2025, aproximadamente às 20h40 (PET), o shopping Real Plaza Trujillo em Trujillo, Peru, sofreu uma falha estrutural quando parte de seu telhado desabou. O incidente resultou em pelo menos oito mortes confirmadas, incluindo crianças, e deixou 84 pessoas feridas. O colapso afetou principalmente a área da praça de alimentação e a área de recreação infantil da instalação.

## Contexto

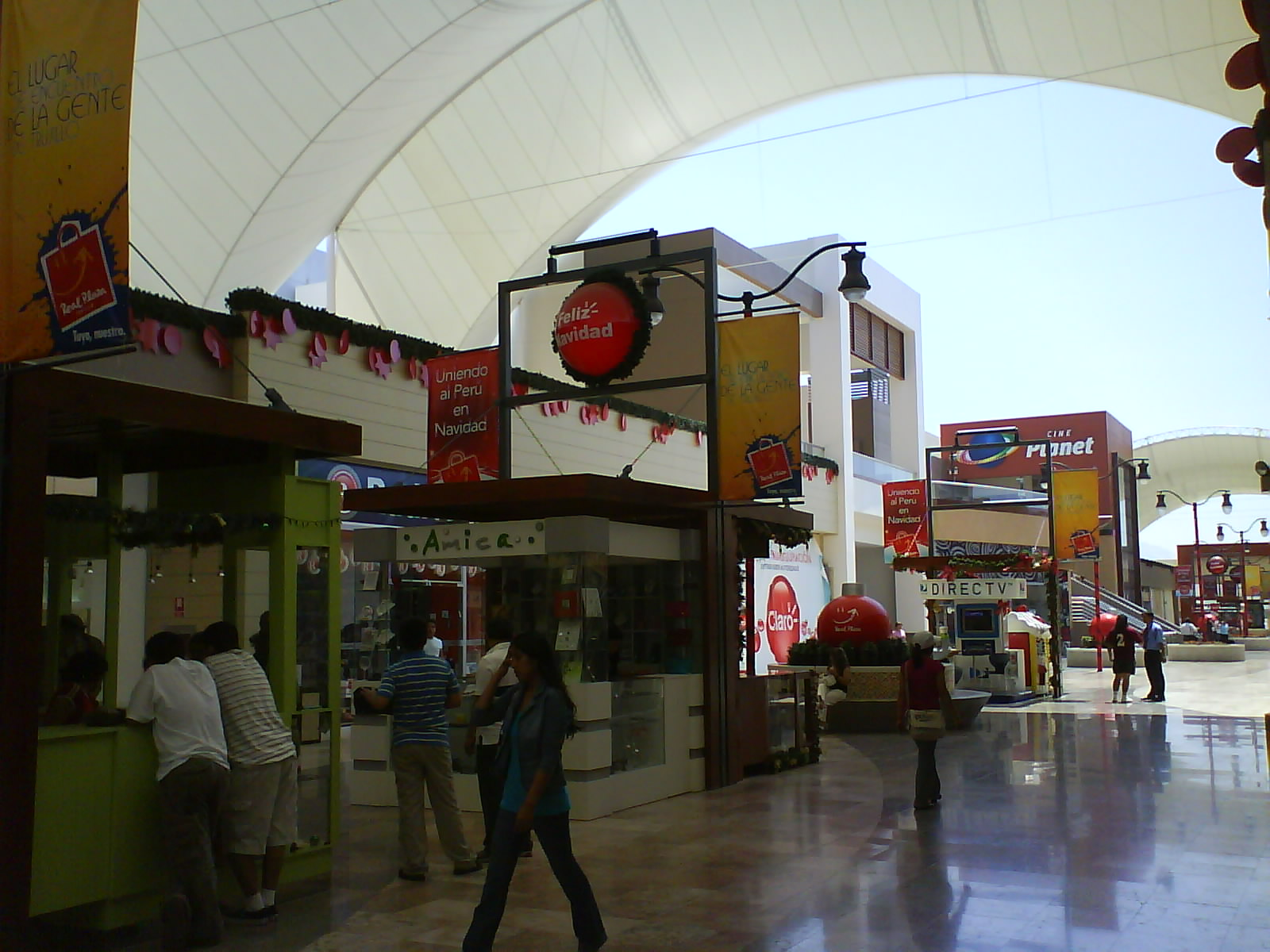
O local do colapso em 2008

O centro comercial Real Plaza Trujillo foi inaugurado em 16 de novembro de 2007 e durante os anos seguintes recebeu ampliações e remodelações, entre elas a praça de alimentação em 2016.
Em 2023, o então prefeito de Trujillo, Arturo Fernández, ordenou o fechamento da Real Plaza devido às suas deficiências estruturais e sustentou que "o adequado teria sido sua demolição". No entanto, foi reaberto ao público em janeiro de 2024, em meio à pressão de outros políticos.

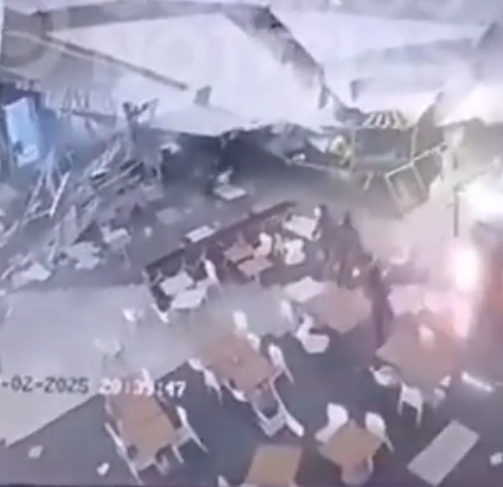
Uma imagem estática de uma câmera de segurança da praça de alimentação após o desabamento

A falha estrutural ocorreu enquanto mais de 300 pessoas estavam presentes no shopping, incluindo várias famílias com crianças. Testemunhas relataram ter ouvido um forte som de explosão imediatamente antes do teto desabar. O incidente criou uma grande nuvem de escombros, com a maior parte dos danos concentrados na área da praça de alimentação do edifício. O desabamento também afetou uma área que incluía uma zona de recreação infantil.
O desabamento resultou em oito mortes confirmadas, incluindo pelo menos uma criança. Das 84 pessoas feridas, várias foram transportadas para várias unidades médicas, incluindo o Hospital Universitário de Trujillo e o Hospital Belén de Trujillo.

## Resposta
Equipes de resposta a emergências iniciaram imediatamente operações de busca e salvamento no local do desabamento. As equipes de resgate foram prejudicadas pela falta de maquinário especializado para remoção de escombros, o que levou a críticas das autoridades locais e da administração do shopping por não envolverem imediatamente empresas privadas com equipamentos apropriados. O Ministério do Interior coordenou o envio de peritos de salvamento para o local.
Durante os esforços de resgate, a equipe de emergência estabeleceu comunicação com os sobreviventes presos, incluindo uma jovem que conseguiu gravar imagens do ambiente ao seu redor enquanto estava presa sob os escombros. Familiares de pessoas desaparecidas relataram dificuldades em obter informações oficiais sobre seus parentes durante a fase inicial de resgate. Os esforços de recuperação continuaram no dia seguinte, com o primeiro corpo sendo recuperado dos escombros em 22 de fevereiro. Os socorristas usaram paus para ajudar a remover os destroços e libertar as vítimas presas.

## Investigação

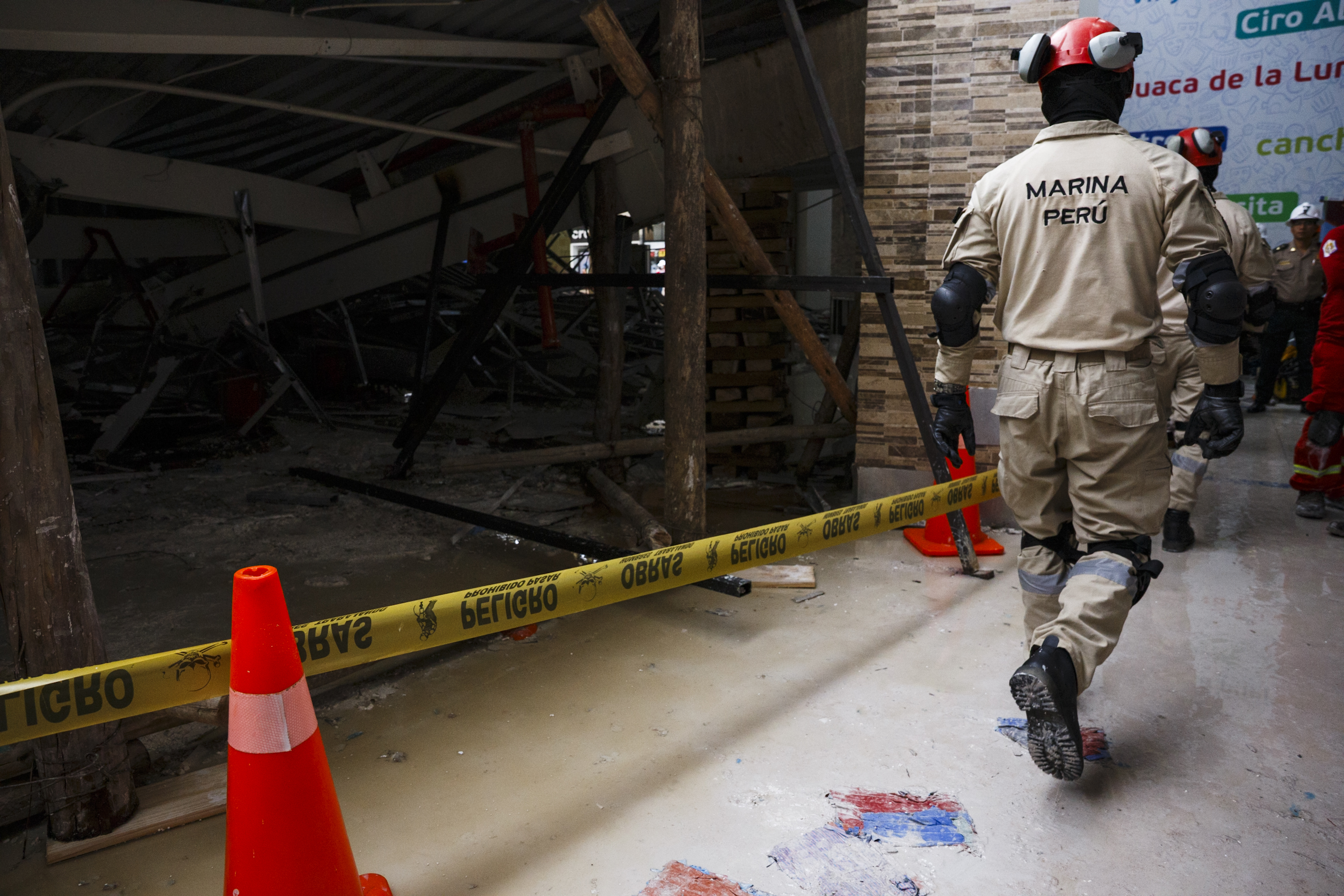
Equipes de resgate da Marinha Peruana na Real Plaza

As investigações iniciais se concentraram em possíveis problemas estruturais e na conformidade com os padrões de segurança. Francisco Jaramillo, gerente de supervisão e inspeção na Ositrán, sugeriu que o acúmulo de água no telhado pode ter contribuído para o desabamento. O incidente ocorreu após um período de fortes chuvas ao longo da costa norte do Peru, afetando regiões como Piura, La Libertad, Tumbes e Lambayeque. O Gestor de Riscos e Desastres do Município de Trujillo defendeu a integridade estrutural do edifício, afirmando que os materiais e a construção eram de boa qualidade e relativamente novos.
O colapso também destacou preocupações atuais sobre a segurança de edifícios no país. A Câmara Peruana de Construção (CAPECO) relatou anteriormente que aproximadamente 80% dos edifícios no país são construídos informalmente, sendo metade dessas estruturas consideradas potencialmente incapazes de suportar a atividade sísmica devido a deficiências de construção.

## Reações
A gerência do Real Plaza divulgou um comunicado expressando condolências às famílias das vítimas e anunciou o fechamento temporário de todos os seus shopping centers em todo o país como um gesto de luto. A gerência do Real Plaza declarou que havia cumprido todos os requisitos de manutenção e supervisão exigidos antes do desastre, citando uma inspeção bem-sucedida em setembro de 2024, sem problemas estruturais identificados. O presidente da Associação de Centros Comerciais e de Entretenimento do Peru (ACCEP), Carlos Neuhaus, anunciou que os centros comerciais associados assumiriam os custos das vítimas.
A presidente Dina Boluarte expressou as suas condolências às famílias das vítimas, referindo que “não podemos permitir que o interesse econômico prevaleça sobre o bem-estar e a vida, bem jurídico que deve estar acima de qualquer outro”, solicitando que sejam realizadas as investigações correspondentes e que os responsáveis sejam punidos com uma pena “severa”. O ministro do Interior, Juan José Santiváñez, estimou que a área do desabamento do telhado abrange de 700 a 800 metros quadrados. Ele estimou que seriam necessárias canas hidráulicas “para levantar parte do telhado que ainda não foi removida por ser muito pesada e para continuar as operações de resgate daqueles que possam estar presos”. O Conselho Nacional de Eleições divulgou uma declaração pública de condolências às vítimas da tragédia e exigiu investigações imediatas sobre a causa da falha estrutural. O governo regional de La Libertad declarou luto de 22 a 23 de fevereiro de 2025, ordenando que as bandeiras fossem hasteadas a meio mastro em homenagem às vítimas.
A Associação Peruana de Consumidores e Usuários solicitou uma investigação sobre potenciais violações dos direitos de segurança do consumidor e exigiu sanções contra os responsáveis. Após o colapso, a Federação Peruana de Futebol suspendeu uma partida programada entre Universitario e Atlético Grau no Estádio Mansiche.